# Park Narodowy Arrecife de Puerto Morelos
Park Narodowy Arrecife de Puerto Morelos (hiszp. Parque nacional Arrecife de Puerto Morelos) – park narodowy w Meksyku, w stanie Quintana Roo. Został utworzony 2 lutego 1998 roku i zajmuje obszar 90,67 km² (w tym 90,29 km² to wody morskie). Od 2004 roku jest wpisany na listę konwencji ramsarskiej. W 2021 roku został zakwalifikowany przez BirdLife International jako ostoja ptaków IBA. Na południe od niego znajduje się Park Narodowy Arrecifes de Cozumel, a na północy graniczy z Parkiem Narodowym Costa Occidental de Isla Mujeres, Punta Cancún y Punta Nizuc.

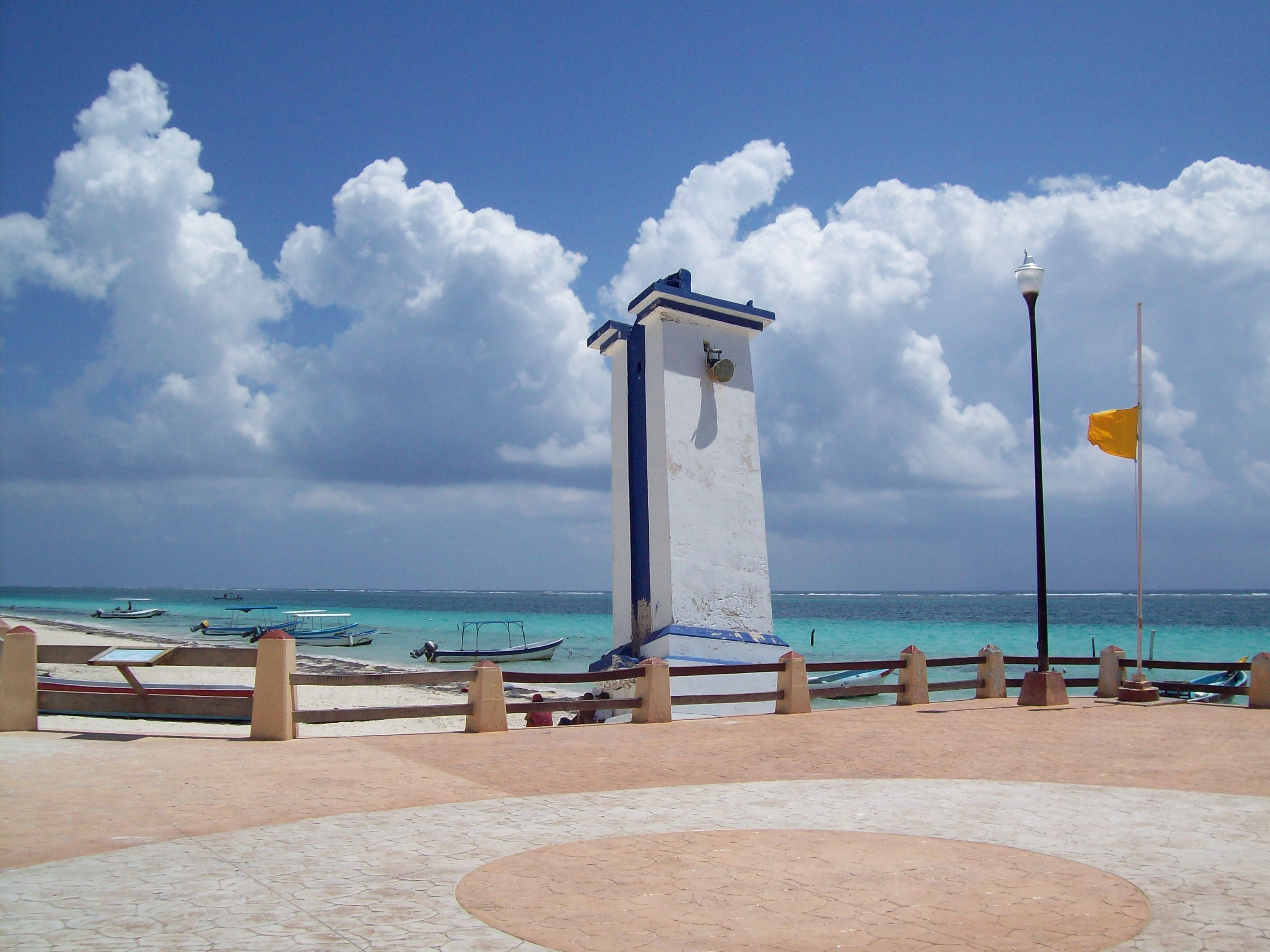
Latarnia morska w Puerto Morelos

## Opis
Park obejmuje rafę koralową położoną wzdłuż wschodniego wybrzeża półwyspu Jukatan (w pobliżu miasta Puerto Morelos), a także fragment wybrzeża. Rafa jest częścią drugiego co do wielkości systemu rafowego na świecie – Sistema Arrecifal Mesoamericano (po Wielkiej Rafie Koralowej u wybrzeży Australii). System ten ciągnie się wzdłuż wybrzeży Belize, Hondurasu, Gwatemali i Meksyku (stan Quintana Roo) i ma długość około 1000 kilometrów. 
Klimat półwilgotny i ciepły. Średnia roczna temperatura w parku wynosi +26,3 °C.

## Flora
Na wybrzeżu rosną m.in.: Pithecellobium keyense, Suriana maritima, Metopium brownei, Bursera simaruba, Pouteria campechiana, Thrinax radiata, Canavalia rosea, Sesuvium portulacastrum, Sporobolus virginicus, kokkoloba gronowa, Ernodea littoralis, Hymenocallis littoralis, Tournefortia gnaphalodes, kokos właściwy, Piscidia piscipula, pigwica właściwa, Chamaedorea seifrizii, Sabal yapa, Gymnanthes lucida, Sapium caribaeum, Gliricidia sepium, Bromelia alsodes, brosimum darzymlecznia, Sideroxylon foetidissimum i Conocarpus erectus.
Namorzyny należą przeważnie do gatunków Avicennia germinans, Laguncularia racemosa i Rhizophora mangle.
Trawy morskie rosnące w parku to głównie Halodule wrightii, Thalassia testudinum i Syringodium filiforme. Występują tu 264 gatunki glonów. Są to m.in.: Lobophora variegata, Penicillus capitatus, Rhipocephalus phoenix i Udotea flabellum.

## Fauna
Koralowce występujące w parku to krytycznie zagrożone wyginięciem (CR) Acropora palmata, Agaricia tenuifolia, Millepora complanata, Siderastrea siderea, Diploria strigosa i Acropora cervicornis, zagrożone wyginięciem (EN) Montastraea annularis i Orbicella faveolata, narażony na wyginięcie (VU) Agaricia agaricites, a także m.in.: Plexaura homomalla, Porites astreoides, Pseudopterogorgia americana, Gorgonia flabellum, Plexaura flexuosa, Briareum asbestinum i Montastraea cavernosa.
Żyje tu 226 gatunków ryb. Są to narażona na wyginięcie (VU) rogatnica, a także m.in.: geres złocisty, lucjan muton, Caranx bartholomaei, karanks kryzos, murena zielona, Myrichthys acuminatus, Atherinomorus stipes, jaszczurnik średni, Tylosurus crocodilus, półdziobiec pospolity, Acyrtops amplicirrus, karap bermudzki, pokolec chirurg, Stegastes fuscus, Scorpaena grandicornis, alutera pisana, rozdymka niebieskoplama i ogończa amerykańska. 
W parku występuje 196 gatunków ptaków. Są to m.in.: kondor królewski, amazonka żółtokantarowa, jastrzębiec, dżunglarka czarnolica, kacyk złoty, indyk pawi, sieweczka jasna, sieweczka krzykliwa, czapla rdzawoszyja, czarnostrząb leśny, perkozek białoskrzydły, pelikan brunatny, kormoran oliwkowy, wężówka amerykańska, ślepowron zwyczajny, warzęcha różowa, ibis biały, łyska amerykańska, szczudłak białobrewy, konura oliwkowa i strzyżyczek.
W części lądowej parku występują takie gady i płazy jak krytycznie zagrożony wyginięciem (CR) żółw szylkretowy, narażone na wyginięcie (VU) karetta i żółw jadalny, a także m.in.: krokodyl meksykański, Bolitoglossa yucatana, nosatka meksykańska, Craugastor yucatanensis, Leptodactylus mystacinus, aga, Dendropsophus microcephalus, żaba owcza, Sphaerodactylus glaucus, czarnogwan środkowoamerykański, Sceloporus chrysostictus, Anolis sagrei, Coniophanes bipunctatus, Masticophis mentovarius, kribo, Thamnophis marcianus, Thamnophis proximus, koralówka atlantycka i Bothrops asper.
Ssaki morskie to m.in.: melonogłów wielozębny, fereza mała, szablogrzbiet waleniożerny, grindwal krótkopłetwy, steno długonosy, delfiniak malajski, delfin zwyczajny, butlonos zwyczajny, risso szary, delfinek wysmukły, delfinek plamisty i delfinek długoszczęki.
Ssaki lądowe żyjące w parku to m.in.: jaguar amerykański, ocelot wielki, ocelot nadrzewny, dydelf wirginijski, urocjon wirginijski, ostronos białonosy, szop pracz, lejkouch karaibski, kosmatnik palmowy, nocek włosonogi, żółcinek czarnoskrzydły i molosek brazylijski.